# .as

.as는 아메리칸사모아의 인터넷 국가 코드 최상위 도메인이다. AS 도메인 등록에 의해 관리된다.
등록자의 나라에 대한 제한이 없으며, 많은 .as 도메인이 아메리칸사모아와 관계 없이 사람, 회사, 조직에 의해 등록되어 쓰이고 있다. "AS" 또는 "A/S"는 노르웨이, 덴마크, 체코 공화국과 같은 일부 국가에서 주식회사를 지시하는 낱말이기 때문에 최상위 도메인은 이러한 종류의 회사에서 어느 정도 쓰이고 있다.

## 같이 보기
- .us
- .um